# Lámpara de Nernst

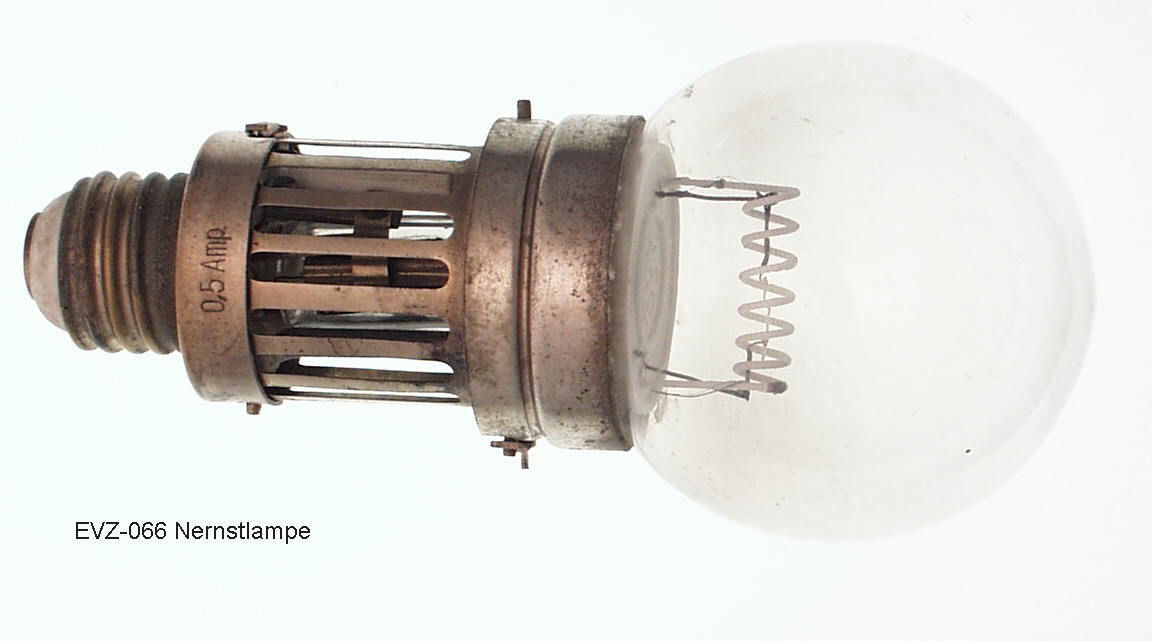
Lámpara de Nernst completa.

La lámpara de Nernst fue una forma primitiva de lámpara incandescente eléctrica. Las lámparas de Nernst no usaban un filamento de wolframio brillante sino una varilla de cerámica que se calentaba hasta la incandescencia. Debido a que la varilla (a diferencia del alambre de tungsteno) no se oxidaba cuando se exponía al aire, no había necesidad de encerrarla dentro de un ambiente de vacío o gas noble. Las lámparas de Nernst podían operar expuestos al aire y sólo estaban encerrados en vidrio para aislar el emisor incandescente caliente de su entorno. Como varilla se usaba un material cerámico de óxido de zirconio-itrio.
Desarrolladas por el físico y químico alemán Walther Nernst en 1897 en la Universidad de Goettingen, estas lámparas eran aproximadamente dos veces más eficientes que las lámparas de filamento de carbono y emitían una luz más "natural" (más similar al espectro a la luz del día). Las lámparas fueron comercializadas con bastante éxito por un tiempo, aunque poco a poco fueron superadas por la bombilla incandescente de filamento de tungsteno aún más eficientes. Una desventaja del diseño de Nernst era que el vástago de cerámica no era eléctricamente conductor a temperatura ambiente por lo que las lámparas necesitaban un filamento calentador separado para calentar la cerámica lo suficiente para comenzar a conducir electricidad por sí misma.
Además de su uso para la iluminación eléctrica ordinaria, las lámparas de Nernst se utilizaron en uno de los primeros sistemas prácticos de fax de larga distancia, diseñados por el profesor Arthur Korn en 1902, en la lámpara de hendidura de Allvar Gullstrand (1911) para oftalmología.
Después de que las lámparas de Nernst cayeran en desuso los "resplandedores de Nernst" pasaron a ser utilizados como la fuente emisora de infrarrojos que se utiliza en dispositivos de espectroscopía infrarroja. (Recientemente, incluso esto se ha vuelto obsoleto, ya que los resplandedores de Nernst han sido reemplazados en gran parte por barras de carburo de silicio o "globos", que son conductores incluso a temperatura ambiente y por lo tanto no necesitan precalentamiento).